# Condiție (drept)
În drept, o condiție este una dintre principalele modalități de îndeplinire ale unei obligații. O obligație condițională este, așadar, una a cărei eficacitate sau desființare depinde de un anumit indice lipsit de certitudine (o condiție).